# Pomacentrus limosus
Pomacentrus limosus és una espècie de peix de la família dels pomacèntrids i de l'ordre dels perciformes.

## Morfologia
Els mascles poden assolir els 4,6 cm de longitud total.

## Distribució geogràfica
Es troba a Austràlia Occidental i al Pacífic occidental central.